# Cao Zhi
Dans ce nom, le nom de famille, Cao, précède le nom personnel.
Pour les articles homonymes, voir Cao.
Cao Zhi (曹植) (192 – 232), qui avait pour prénom de lettré Zijian (子建), était un poète chinois de l’époque des Trois Royaumes. Il est avec son père, le seigneur de guerre Cao Cao, et son frère aîné, l’empereur Cao Pi, la figure de proue du style poétique antique dit Ji’an. Il est passé maître dans les poèmes pentasyllabiques (cinq caractères par vers) et fut considéré comme le plus grand poète de son époque. Son œuvre la plus connue aujourd'hui est sans doute le fu d'amour intitulé La Déesse de la rivière Luo (洛神賦), qui fut repris de Song Yu.
Malgré des grandes ambitions politiques, Cao Zhi n’a pu rivaliser avec Cao Pi dans la lutte pour la succession, et a été écarté du pouvoir. Le personnage de Cao Zhi a été immortalisé dans le roman Les Trois Royaumes et sa rivalité avec son frère a souvent constitué la trame d’opéras et de pièces de théâtre.
Il était amoureux de Zhen Ji, la première femme de son frère, à laquelle il dédie le poème La Nymphe de la Rivière Luo.
Il est connu au Japon sous le nom de Sōshoku Shiken, ou Sōchi Shiken, et en Corée sous le celui de Josig Jageon.

## Biographie
Cao Zhi était le quatrième fils de Cao Cao, un puissant seigneur de guerre de l’époque qui avait conquis le Nord de la Chine (le Wei) pendant le déclin de la dynastie Han. Grâce à ses prodigieux talents littéraires, Cao Zhi était le préféré de son père. Il était en effet très précoce et, avant l’âge adulte, connaissait par cœur de nombreux traités et poèmes, représentant au total plusieurs centaines de milliers de lignes. Cao Cao emmène un jour ses fils au pavillon du Moineau de bronze nouvellement construit et leur demande d’écrire une ode. Cao Zhi rédige sur le champ un poème qui stupéfie son père et l’assistance (selon la légende ce poème incitera Zhou Yu à déclarer la guerre à Cao Cao).
Cao Cao fonde en lui de grands espoirs et le nomme seigneur de Pingyuan en 212, puis seigneur de Linzhi en 215. En 218, il augmente la taille de son fief à 10 000 foyers et lui laisse la garde de la ville de Ye tandis qu’il part guerroyer contre Sun Quan. Cette décision laisse à tous l’impression que Cao Cao va faire de lui son héritier.
Malheureusement Cao Zhi mène une vie assez tumultueuse, s’adonne volontiers à la boisson, et ses frasques excitent plus d’une fois la colère de son père. Un jour par exemple, complètement saoul, il fait dévaler son chariot à travers la ville avant de sortir par la porte Sima, laquelle est exclusivement réservée aux militaires. Cao Cao, qui était plutôt du genre à montrer l’exemple à ses troupes par sa conduite, entre dans une colère noire et fait exécuter le conducteur et surveiller étroitement son fils. Puis peu après Yang Xiu, un des amis intimes de Cao Zhi, est également exécuté, achevant sa disgrâce.
En revanche, son frère aîné, Cao Pi, qui avait beau ne pas avoir ses capacités intellectuelles, se montre plus rusé, sait graisser les bonnes pattes et mener une vie sans excès. Il sait se trouver rapidement de solides appuis politiques et s’arranger pour qu’on parle de lui en bien à son père. Finalement ce fut Cao Pi qui fut nommé héritier.
Pourtant, Cao Cao n’avait pas encore perdu tout espoir de racheter Cao Zhi. Il le nomme en 219 « général qui défait les adversaires » et l’envoie à la rescousse de Cao Ren, alors encerclé par les troupes de Guan Yu. Malheureusement Cao Zhi est tellement saoul qu’il ne peut suivre aucun ordre, et Cao Cao est contraint de le rappeler à lui.
Cette même année, Cao Cao meurt. Cao Pi prend la succession de son père et destitue l’empereur Xiandi pour fonder la dynastie Wei. La première action de Cao Pi fut d’asseoir son pouvoir en envoyant ses frères dans leurs fiefs respectifs afin qu’ils ne s’investissent plus dans la politique de la cour et ne puissent contester son héritage. Il interdit toute communication entre eux et fait exécuter deux proches amis de Cao Zhi : Ding Yi (丁儀) et Ding Yi (丁廙[Qui ?]) ainsi que leurs familles. Il fait également surveiller de près ses frères. L’un des surveillants rapporta que Cao Zhi était un « alcoolique arrogant qui menace les messagers de l’Empereur » lorsqu'il se faisait rudoyer. Or s'en prendre à un messager de l'empereur est un crime passible de la peine capitale. Cao Pi pense punir sévèrement son frère mais renonce à cette idée sur l’intervention de sa mère (d'après la légende Cao Pi l'aurait défié dans un concours de poésie et, ému, lui accorda la vie sauve). Il rétrograde néanmoins Zhi au titre de seigneur de Anxiang, puis peu après à celui de seigneur de Yincheng.
En 223 il retrouve à nouveau son statut de prince et reçoit un fief de 2 500 foyers. En 224, il reçoit le fief de Yongqiu et a l’autorisation d’aller présenter ses hommages à son frère à la capitale. Cependant Cao Zhang, son frère aîné, meurt pendant son séjour et il est renvoyé dans son fief après les funérailles avec son frère Cao Biao, le prince de Baima. Tout contact entre les deux étant prohibé, c’est à cette occasion que Cao Zhi écrit son poème « À Biao, prince de Baima », qui est considéré comme l’un de ses plus grands chefs-d’œuvre en Chine, dans lequel il raconte sa tristesse et sa frustration d’être séparé de ses frères.
Vers 226, Cao Pi rend visite à Cao Zhi à Yongqiu alors qu’il revient d’une campagne et ajoute 500 foyers à son fief. Cette même année, Cao Pi meurt et Cao Rui lui succède. Cao Zhi doit déménager à Junyi, puis l’année suivante revenir à Yongqiu. Frustré de n’avoir pu jusqu’ici mettre ses talents à l’essai, il écrit un mémoire à l’empereur, mais Cao Rui lui refuse le poste convoité. En 229, il doit déménager à Dong’e. En 232, Cao Rui fait mander tous les seigneurs pour une audience et, à l’issue de celle-ci, confère à Cao Zhi le titre de prince de Chen et lui donne un fief qui englobe les quatre régions de Chen, soit 3 500 foyers au total. Cao Zhi avait essayé à plusieurs reprises d’avoir une audience privée avec l’empereur, son neveu, sans pouvoir y parvenir. Il revient sur ses terres très déprimé et il meurt de maladie en 232. Conformément à ses instructions, ses funérailles furent modestes.

## Son œuvre
Cao Zhi, Cao Cao et Cao Pi sont considérés en Chine comme étant les précurseurs et les éléments les plus brillants du style dit Ji’an. Les poèmes que Cao Zhi écrivit à ses débuts étaient souvent empreints de l’écho de ses ambitions de servir son pays. Au fur et à mesure des années, son style s’assombrit tandis que ses tentatives pour aboutir à des postes de responsabilité à la cour se voyaient déboutées.
Il est l'auteur du fu La Nymphe de la rivière Luo.
L’un des poèmes les plus connus de Cao Zhi a pour nom « Sur un cheval blanc » (白馬篇). Il le composa dans sa jeunesse et illustre sa volonté de servir son pays :

« 白馬篇, Sur un cheval blanc
白馬飾金羈，連翩西北馳。 Un cheval blanc au licou d’or, galopait rapidement en direction du nord-ouest.
借問誰家子，幽並游俠兒。 Vous demandez de quelle famille est issu le cavalier ? C’est un noble chevalier originaire de You et Bing.
少小去鄉邑，揚聲沙漠垂。 Il avait quitté son foyer dès ses jeunes jours, et son nom est maintenant connu à travers tous les déserts.
宿昔秉良弓，楛矢何參差。 Matin et soir il empoigne son bon arc, combien de flèches pendouillent à ses côtés ?
控弦破左的，右發摧月支。 Tirant de l’arc il transperce sans faillir la cible de gauche, et perfore de part en part la cible de droite.
仰手接飛猱，俯身散馬蹄。 Ascendantes, ses flèches recherchent les singes volants légendaires, descendantes, elles pulvérisent les cavaliers.
狡捷過猴猿，勇剽若豹螭。 Son astuce surpasse celles des singes, son courage est l’égal des léopards et des dragons.
邊城多警急，胡瞄數遷移。 L’alarme retentit aux frontières, les tribus du nord envahissent le pays par milliers.
羽檄從北來，厲馬登高堤。 Des lettres sont envoyées depuis le nord, attelant son cheval il escalade la colline.
長驅蹈匈奴，左顧陵鮮卑。 Il charge les Xiongnu depuis la droite, et se tournant à gauche assaille les Xianbei.
棄身鋒刃端，性命安可懷？ Il met sa vie en jeu de la pointe de son épée, quelle valeur lui donne-t-il donc ?
父母且不顧，何言子與妻？ Même son père et sa mère n’occupent plus ses pensées, et que dire de sa femme et de ses enfants !
名在壯士籍，不得中顧私。 Si son nom doit être un jour inscrit à la liste des Héros, il ne peut se pencher sur ses problèmes personnels.
捐軀赴國難，視死忽如歸。 Il donne sa vie pour son pays, la mort n’est pour lui qu’un retour au pays natal. »

Paradoxalement, les deux poèmes les plus célèbres de Cao Zhi ne sont pas de sa plume, mais sont issus du roman Histoire des Trois Royaumes.

## Son personnage dans l’Histoire des Trois Royaumes
Cao Zhi est surtout connu en Chine pour avoir réussi un défi de poésie (purement fictif) que lui a lancé son frère. Il ne s’agit pas d’un événement historique mais d’une scène du roman Histoire des Trois Royaumes, souvent reprise dans des opéras.
Dans ce chapitre, Cao Pi venait de couper net toutes les tentatives de Cao Zhi pour obtenir de l’influence politique en condamnant à mort les appuis qu’il s’était trouvés. Il menace de faire de même de son frère, mais lui donne une chance d’échapper à la peine de mort. Il lui propose de composer un poème avec le temps qu’il lui faudrait pour faire sept pas. Cao Zhi accepte et en demande le sujet. Cao Pi lui montre alors un tableau où sont représentés deux taureaux se battant au pied d’un mur et dont l’un, vaincu, tombe dans un puits. Il lui demande de composer son poème avec pour sujet celui du tableau, mais lui interdit l’usage des mots « puits », « taureau », « pied de mur », « se battre » et « mort ». Cao Zhi fit ses sept pas et prononça le poème :

« 兩肉齊道行，頭上帶凹骨。 Deux masses de muscles meuglaient en parcourant le chemin, sur la tête de chaque, une paire de vigoureux os courbés.
相遇由山下，欻起相搪突。 Ces deux puissants se rencontrèrent au pied de la colline, chacun voulant éviter le précipice fraîchement creusé.
二敵不俱剛，一肉臥土窟。Des deux ennemis qui disputèrent ce combat inégal, l’un se retrouva à terre en une masse sanglante.
非是力不如，盛氣不泄畢。 Non que sa force ne fut à la hauteur de son adversaire, mais que toute sa force vitale avait été coupée net. »

Toute la cour est impressionnée par la démonstration du talent de Cao Zhi, mais Cao Pi lui demande alors de créer un poème sur le vif, avec pour thème leur relation fraternelle, mais en lui interdisant l’usage du mot « frère ». Cao Zhi récite immédiatement, sans même se donner le temps de réfléchir :

« 煮豆燃豆萁，豆在釜中泣。 Des haricots cuisants cuisaient sur le feu,du fond de la marmite s’élevèrent des pleurs :
本是同根生，相煎何太急！ « Nous naquîmes de la même racine et de la même branche, dès lors pourquoi tant d’acharnement à vouloir me faire mijoter ? » »

Comprenant l’allusion du grand frère qui persécute le petit frère, Cao Pi verse des larmes silencieuses et lui laisse la vie sauve, sur l’injonction de sa mère, mais lui retire ses titres de noblesse, ses charges et le condamne à retourner dans son fief.
En dehors de cette scène particulière, il n’est pas souvent fait mention de Cao Zhi dans le roman, bien qu’on lui ait également attribué le poème vantant la beauté des sœurs Qiao dont Zhuge Liang s’est servi pour inciter Zhou Yu à faire la guerre contre Cao Cao.

## L’influence de son personnage en Chine
Une école de poésie avait ouvert à son nom pendant quelques siècles, jusque sous la dynastie des Tang. Puis d’autres styles poétiques apparurent et le ji’an passa de mode. On a pourtant gardé de Cao Zhi près d’une centaine de poèmes dont quelques-uns sont encore appris de nos jours.
Cependant, au-delà du poète historique, demeure tout un mythe, principalement centré sur la rivalité entre lui et son frère. Celle-ci a été reprise dans de nombreuses pièces d’opéra et de théâtre. Le sujet de la querelle ainsi que leurs circonstances diffèrent beaucoup, mais bien souvent revient la scène du poème telle que décrite dans le roman. Dans l’un de ces opéras par exemple, Cao Zhi parvient à séduire la femme de Cao Pi et lorsqu'il doit réciter son poème, c’est l’esprit de son amante qui lui souffle dans le cœur les paroles à prononcer...